# Szederkényi Júlia
Szederkényi Júlia (Pécs, 1963. szeptember 13. –) magyar filmrendező. A kaposvári Csiky Gergely Színház segédrendezője. A Balázs Béla Stúdió vezetőségi tagja.

## Életpályája
Az ELTE BTK magyar-művészettörténet szakán tanult, majd 1989-ben Makk Károly osztályában elvégezte a Színház- és Filmművészeti Főiskola film- és televíziórendező szakát is. 1990 óta filmrendező.

## Színházi rendezései
A Színházi Adattárban regisztrált bemutatóinak száma: 1.
- Jeles András: Szenvedéstörténet (2001)

## Filmjei
- Paramicha, avagy Glonci az emlékező (1993)
  - Az 1993-as Magyar Filmszemlén a legjobb elsőfilm díját, 1995-ben a Magyar Filmkritikusok Díját nyerte el.
- Bóbita (1998)
- Szabó Lőrinc (2000)
- Ragályi Elemér (2001)
- Pán Péter és Ynew világa (2002)
- Kitörés, ködben (2002)
- Kertész Imre (2002)
- A Gresham-palota (2003)
- Ezerarcú Balaton (2006)
- Tigristej (2007)
- Barlang (2010)

## Díjai, elismerései
- A filmszemle elsőfilmes díja (1993)
- A filmkritikusok díja (1995, 2000)
- Soros-ösztöndíj (2000)

## Művei
- Ring; írta Szederkényi Júlia, társíró Jakab Júlia; Proton Cinema, Bp., 2015